# Pseudanthias tuka
Pseudanthias tuka (Herre & Montalban, 1927) è un pesce d'acqua salata appartenente alla famiglia Serranidae.

## Distribuzione e habitat
Indo-oceano Pacifico ovest: Dalle Mauritius alle Filippine e Bali, dall'Indonesia alle Isole Salomone, a nord del Giappone e a sud della Grande Barriera Corallina.
Risiede lungo i pendii esterni della barriera corallina dove formano piccoli gruppi e di solito si trovano a profondità comprese tra 10 e 30 metri dove si nutre principalmente di zooplancton.

## Descrizione
Specie dal colore vivace.
Dimorfismo sessuale ben visibile, il maschio ha una colorazione violetto brillante con riflessi metallici, la bocca appuntita e una macchia rossa sulla pinna dorsale, la femmina è rosa-violetto con striature giallo-ocra sulla parte superiore del corpo e sui bordi della pinna caudale. 
Il maschio raggiunge la lunghezza massima di 12 cm, la femmina leggermente più piccola.

## Comportamento[2]
Piuttosto vivace ma diffidente. Vive in piccoli gruppi formati da un maschio e diverse femmine. Ama nuotare contro corrente per catturare il plancton. Non danneggia in nessun modo gli animali sessili del proprio ambiente.

## Riproduzione
Come tutti gli Pseudanthias, sono ermafroditi proteroginici. Se il maschio muore, la femmina più grande diventa un maschio. In generale la femmina dominante subisce il cambio di sesso.

## Alimentazione
Molto selettivo. Si nutre di piccoli organismi planctonici.

## Pesca
Solo per uso Acquariologico.

## Acquariofilia
Meglio tenerlo in vasche con alcune grotte rocciose e un'ampia area libera per il nuoto con un forte movimento dell'acqua. I compagni di vasca dovrebbero essere pacifici.
L'alimentazione in acquario è piuttosto problematica.